# Uganda nos Jogos Olímpicos de Verão da Juventude de 2010
Uganda participou dos Jogos Olímpicos de Verão da Juventude de 2010 em Singapura. Sua delegação foi composta por seis atletas que competiram em quatro esportes. O país conquistou uma medalha de bronze nestes Primeiros Jogos da Juventude.

## Medalhistas
| Medalha | Nome              | Esporte   | Evento                          | Data         |
| ------- | ----------------- | --------- | ------------------------------- | ------------ |
| Bronze  | Zakaria Kiprotich | Atletismo | 2000 m com obstáculos masculino | 23 de agosto |

## Atletismo
| Evento                          | Atleta            | Qualificação    | Qualificação | Final           | Final        |
| Evento                          | Atleta            | Resultado       | Posição      | Resultado       | Posição      |
| ------------------------------- | ----------------- | --------------- | ------------ | --------------- | ------------ |
| 3000 m masculino                | Alex Cherop       | 8:14.97         | 8º           | 8:13.11         | 7º (Final A) |
| 400 m feminino                  | Halima Nakayi     | Desclassificada | -- (-- q1)   | Desclassificada | -- (Final D) |
| 2000 m com obstáculos masculino | Zakaria Kiprotich | 5:44.51         | 3º           | 5:41.25         | [ 7 ]        |

## Badminton
| Atleta               | Evento           | Fase de grupos | Fase de grupos                           | Fase de grupos                      | Fase de grupos                                        | Fase de grupos | Quartas-de-final | Semifinais  | Final       | Pos. final  |
| Atleta               | Evento           | Grupo          | 1ª rodada                                | 2ª rodada                           | 3ª rodada                                             | Pos.           | Quartas-de-final | Semifinais  | Final       | Pos. final  |
| -------------------- | ---------------- | -------------- | ---------------------------------------- | ----------------------------------- | ----------------------------------------------------- | -------------- | ---------------- | ----------- | ----------- | ----------- |
| Bridget Shamim Bangi | Simples feminino | G              | GER Fabienne Deprez D 0-2 (10-21, 16-21) | DEN Lene Clausen D 0-2 (8-21, 7-21) | MDV Aishath Afnaan Rasheed V 2-1 (19-21, 21-8, 21-12) | 3º             | Não avançou      | Não avançou | Não avançou | Não avançou |

## Halterofilismo
| Evento              | Atleta            | Peso corporal (kg) | Arranque (kg) | Arranque (kg) | Arranque (kg) | Arranque (kg) | Arremesso (kg) | Arremesso (kg) | Arremesso (kg) | Arremesso (kg) | Total (kg) | Pos. final |
| Evento              | Atleta            | Peso corporal (kg) | 1             | 2             | 3             | Res.          | 1              | 2              | 3              | Res.           | Total (kg) | Pos. final |
| ------------------- | ----------------- | ------------------ | ------------- | ------------- | ------------- | ------------- | -------------- | -------------- | -------------- | -------------- | ---------- | ---------- |
| Até 62 kg masculino | Charles Ssekyaaya | 61,40              | 97            | 101           | 105           | 101           | 132            | 136            | 136            | 136            | 237        | 7º         |

## Natação
| Evento                    | Atleta         | Qualificação | Qualificação | Semifinais  | Semifinais  | Final       | Final       |
| Evento                    | Atleta         | Resultado    | Posição      | Resultado   | Posição     | Resultado   | Posição     |
| ------------------------- | -------------- | ------------ | ------------ | ----------- | ----------- | ----------- | ----------- |
| 50 m borboleta masculino  | Ham Sserunjogi | 31.07        | 20º (7º q3)  | Não avançou | Não avançou | Não avançou | Não avançou |
| 100 m borboleta masculino | Ham Sserunjogi | 1:11.23      | 34º (3º q1)  | Não avançou | Não avançou | Não avançou | Não avançou |